# Biddulph
Biddulph è una cittadina di 19 892 abitanti, situata nella contea dello Staffordshire in Inghilterra. Ospita il Biddulph Grange Garden, un grande giardino paesaggistico del periodo vittoriano, tutelato da National Trust ed esteso per oltre 6 ettari, che presenta una grande varietà di vegetazione e diverse aree tematiche (giardino cinese, egiziano, giardino all'italiana...).

## Amministrazione

### Gemellaggi
- Fusignano[senza fonte]